# Bolsa de valores

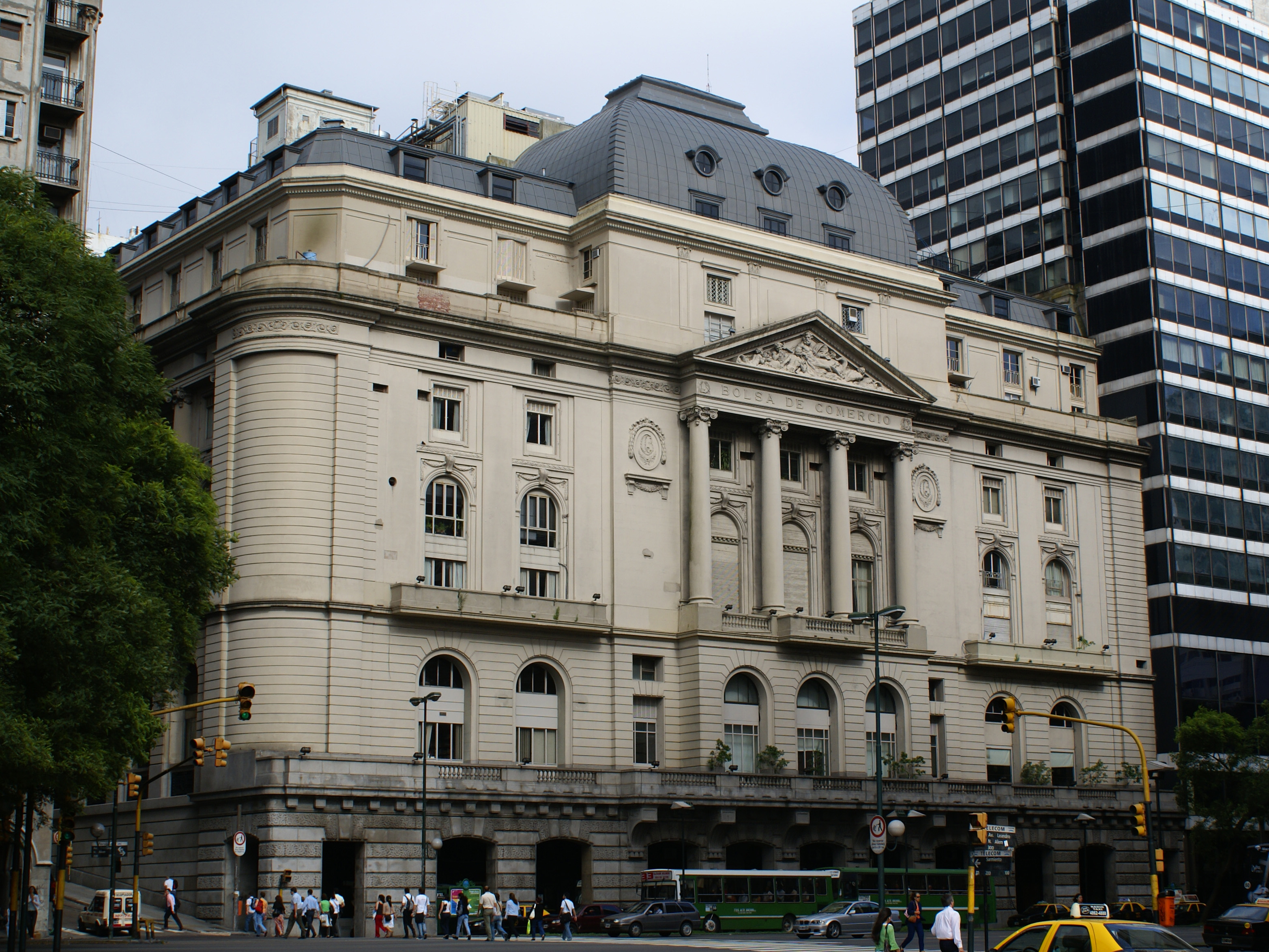
Bolsa de comercio de Buenos Aires.

La bolsa de valores es una sociedad o asociación que brinda las facilidades necesarias para sus miembros, atendiendo los mandados de sus clientes, introduzcan órdenes y realicen negociaciones de compra y venta de valores, tales como acciones de sociedades o compañías anónimas, bonos públicos y privados, certificados, títulos de participación y una amplia variedad de instrumentos de inversión.
El mercado de capitales, que es uno de los mercados que pueden funcionar en la bolsa, constituye un mecanismo de inversiones y ahorros que sirve de respaldo a las actividades productivas y la Bolsa es una institución creada para lograr este objetivo.
La negociación de los valores en los mercados bursátiles se hace tomando como base unos precios conocidos y fijados en tiempo real, en un entorno seguro para la actividad de los inversores y en el que el mecanismo de las transacciones está totalmente regulado, lo que garantiza la legalidad, la seguridad y la transparencia.
Las bolsas de valores favorecen  al mercado de capitales e impulsan el desarrollo económico y financiero en la mayoría de los países del mundo, donde existen en algunos casos desde hace siglos, a partir de la creación de las primeras entidades de este tipo creadas en los primeros años del siglo XVII.
La institución Bolsa de Valores, de manera complementaria en la economía de los países, intenta satisfacer tres grandes intereses:
- El de la empresa, porque al colocar sus acciones en el mercado y ser adquiridas por el público, obtiene de este el financiamiento necesario para cumplir sus fines y generar riqueza.

- El de los ahorradores, porque estos se convierten en inversores y pueden obtener beneficios (aunque también pueden no obtenerlos, ya que como toda inversión es un riesgo) gracias a los dividendos que les reportan sus acciones.

- El del Estado, porque ─también en la Bolsa─ el Estado dispone de un medio para financiarse y hacer frente al gasto público, así como adelantar nuevas obras y programas de alcance social.

Los participantes de la Bolsa son básicamente los demandantes de capital (empresas, organismos públicos o privados y otras entidades), los oferentes de capital (ahorradores, inversionistas) y los intermediarios. 
La negociación de valores en las bolsas se efectúa a través de los miembros de la bolsa, conocidos usualmente con el nombre de corredores, operadores autorizados de valores, sociedades de corretaje de valores, casas de bolsa, agentes de bolsas o comisionistas, según la denominación que reciben en cada país, quienes hacen su labor a cambio de una comisión. En numerosos mercados, otros entes y personas también tienen acceso parcial al mercado bursátil, como se llama al conjunto de actividades de mercado primario y secundario de transacción y colocación de emisiones de valores de renta variable y renta fija.
Hoy día, los sistemas de bolsas de valores funcionan con unos métodos de pronóstico (Análisis técnico y fundamental) que permiten a las corporaciones y a los inversores tener un marco de cómo se comportará el mercado en el futuro y por ende tomar buenas decisiones de cartera. Estos sistemas funcionan a base de datos históricos y matemáticos. 
Para cotizar sus valores en la Bolsa, las empresas primero deben hacer públicos sus estados financieros, puesto que a través de ellos se pueden determinar los indicadores que permiten saber la situación financiera de las compañías. 
Las bolsas de valores son reguladas, supervisadas y controladas por los Estados nacionales, aunque la gran mayoría de ellas fueron fundadas en fechas anteriores a la creación de los organismos supervisores oficiales.
Existen varios tipos de mercados: el mercado de divisas, el mercado de valores, el mercado de opciones, futuros y derivados financieros, y los mercados de productos. Asimismo, pueden clasificarse en mercados organizados y mercados de mostrador.

## Historia
La palabra "Bolsa" tiene su origen en un edificio que perteneció a una familia noble, de apellido Van Der Buërse, en la ciudad europea de Brujas, de la región de Flandes (actual Bélgica), lugar donde se realizaban encuentros y reuniones de carácter mercantil. El escudo de armas de esta familia estaba representado por tres bolsas de piel, los monederos de la época. En aquellos tiempos, por el volumen de las negociaciones, la importancia de esta familia y las transacciones que en ese local se efectuaban, la gente le dio el nombre al sitio y a la función de "Buërse", y por extensión en todo el mundo se siguió denominando "bolsa" a los centros de transacciones de valores o de productos.
Brujas, que llegó a tener 100 000 habitantes, superaba en población a ciudades como Londres y París y fue un centro comercial de primer orden desde el siglo XIII al XV, el principal del norte de Europa, tanto por su condición de ciudad portuaria como por su muy intensa producción de textiles y especialmente los famosos “paños flamencos” reconocidos por su calidad, además de ser el centro de comercialización de diamantes más antiguo de Europa.

El viejo puesto de bolsa de Ámsterdam (1670), por Job Adriaensz Berckheyde

No obstante, lo que se considera la primera bolsa fue creada en Amberes, Bélgica, en 1460, y la segunda en Ámsterdam, en los primeros años del siglo XVII, cuando esa ciudad se convirtió en el centro del comercio mundial. La bolsa de valores como tal y con base en sus predecesoras, surge después de la revolución francesa en el siglo XVIII fomentando el capitalismo en lugar de un sistema feudal. Al mismo tiempo el término es acuñado por Adam Smith en su obra La riqueza de las naciones.

Bandera de la Compañía Neerlandesa de las Indias Orientales.

La Bolsa de Ámsterdam es considerada la más antigua del mundo. Fue fundada en 1602 por la Compañía holandesa de las Indias Orientales (Verenigde Oostindische Compagnie, o "VOC") para hacer tratos con sus acciones y bonos. Posteriormente fue renombrada como Ámsterdam Bourse y fue la primera en negociar formalmente con activos financieros.
La Bolsa de Ámsterdam también funcionó como mercado de productos coloniales. Publicaba semanalmente un boletín que servía de punto de referencia de las transacciones.
Mucho tiempo después, la primacía la conquistó Londres, cuya bolsa de valores, denominada London Stock Exchange, se fundó en 1801.

## Las bolsas de valores

### Característicos
- Rentabilidad: La rentabilidad financiera es un proceso en el que el inversor intenta recuperar su dinero con un valor añadido.
- Seguridad: La Bolsa es un mercado de renta variable, es decir, los valores van cambiando de valor tanto a la alta como a la baja y todo ello conlleva un riesgo. Este riesgo se puede hacer menor si se mantienen títulos a lo largo del tiempo, con lo que la probabilidad de que la inversión sea rentable y segura es mayor. Por otra parte, conviene diversificar la compra de títulos, esto es, adquirir más de una empresa.
- Liquidez: facilidad que ofrece este tipo de inversiones de comprar y vender rápidamente.

### Participantes
- Intermediarios: casas de bolsa,  agentes de bolsa, sociedades de corretaje y bolsa, sociedades de valores y agencias de valores y bolsa.
- Inversionistas: 
  - Inversionistas a corto plazo, que arriesgan mucho buscando altas rentabilidades.
  - Inversionistas a largo plazo, que buscan rentabilidad a través de dividendos, ampliaciones de capital y otras estrategias.
  - Inversionistas adversos al riesgo, que invierten preferiblemente en valores de renta fija del Estado, en muchos casos de baja rentabilidad como por ejemplo letras del Tesoro o bonos.
- Empresas y Estados, empresas, organismos públicos o privados y otras entes.

### Funciones económicas
Las bolsas de valores cumplen entre otras las siguientes funciones:
- Canalizan el ahorro hacia la inversión, contribuyendo así al proceso de desarrollo económico.
- Ponen en contacto a las empresas y entidades del Estado necesitadas de recursos de inversión con los ahorradores.
- Confieren liquidez a la inversión, de manera que los tenedores de títulos pueden convertir en dinero sus acciones u otros valores con facilidad.
- Certifican precios de mercado.
- Favorecen una asignación eficiente de los recursos.
- Contribuyen a la valoración de activos financieros.

Por otra parte, las bolsas están sujetas a los riesgos de los ciclos económicos y sufren los efectos de los fenómenos psicológicos que pueden elevar o reducir los precios de los títulos y acciones, siendo consideradas un instrumento de medición del impacto de los acontecimientos económicos, políticos y sociales y por eso se dice que las bolsas son o pueden ser un barómetro del comportamiento de las economías de los países.

### El término “bolsa de comercio”
En algunas ciudades, por razones históricas, algunos de estos centros de transacción son conocidos con el nombre de "Bolsa de Comercio", por ejemplo en Buenos Aires y en Santiago, pero en realidad lo que se negocia son valores y no mercancías ni otros activos, y por eso la mayoría se denominan “bolsa de valores”.

### Supervisión, regulación y funcionamiento
En la mayoría de los países es necesaria la aprobación de la Comisión o Superintendencia Nacional de Valores, según sea el caso, para que títulos o certificados privados puedan ser negociados en la bolsa. Generalmente los títulos públicos, emitidos por los gobiernos, no requieren tal autorización. 
Estos organismos cumplen funciones de supervisión, regulación y control de bolsas de valores, cajas de valores, corredores de valores, asesores de inversión, empresas emisoras de valores, contadores y calificadoras de riesgo, entre otras entidades y personas. Sin embargo, cuando los mecanismos de control fallan, pueden producirse desastres financieros como el de 1929. Conviene señalar que las crisis de los mercados bursátiles, financieros y de crédito llevan a promulgar nuevas leyes y normativas para lograr un funcionamiento más seguro de los mercados.

## Clases de bolsas

### Bolsas de derivados y de materias primas
Desde hace muchos años existen otras entidades, igualmente reguladas y controladas por las comisiones de valores, que sirven de escenario para la transacción de derivados. En los mercados de derivados, se contratan y negocian instrumentos como futuros, opciones y swaps. Un ejemplo es el Mercado Oficial de Futuros y Opciones Financieros en España.

### Bolsas agrícolas
Constituyen otro tipo de bolsas de insumos y productos agropecuarios, como Bolpriaven de Venezuela, donde se negocian contratos de compra venta de productos, insumos y servicios de origen o destino agropecuario y certificados ganaderos, certificados de depósito y bonos de prenda, entre otros instrumentos, de manera regulada y bajo supervisión de la Comisión Nacional de Valores.

## Bolsashispanas
Cada país posee bolsas ubicadas en sus principales ciudades, se mencionan solo algunas.

### Bolsa de Valores de Colombia
La Bolsa de Valores de Colombia (BVC: BVC) es una bolsa multi-producto y multi-mercado que administra los sistemas de negociación y registro de los mercados de acciones, renta fija, derivados, divisas, OTC y servicios de emisores en Colombia. Fue creada el 3 de julio de 2001, tras la fusión de la Bolsa de Bogotá (1928), la Bolsa de Medellín (1961) y la Bolsa de Occidente (Cali, 1983). Desde 2011, la BVC forma parte del Mercado Integrado Latinoamericano (MILA).

### Bolsa Mexicana de Valores
La Bolsa Mexicana de Valores, S.A.B de C.V., o la BMV por sus siglas, es una entidad financiera mexicana fundada en el año 1894, que opera de manera privada, que realiza       movimientos de valores por medio de intermediarios financieros.
Actualmente en México existe sólo una institución para el depósito de valores, el INDEVAL, el cual mantiene en depósito los valores que se negocian en el mercado mexicano y realiza la compensación y liquidación bajo un esquema de ECP a través del Sistema para el Depósito y Liquidación de Valores.

### Bolsas y Mercados Españoles
Bolsas y Mercados Españoles (BME) es el operador de todos los mercados de valores y sistemas financieros en España. Desde el 11 de junio de 2020 BME pertenece a SIX Group AG (SIX). La unión de ambos grupos empresariales forman el tercer mayor operador de infraestructuras de mercados financieros por ingresos de Europa y el décimo a nivel mundial.

### Bolsas y mercados en Argentina
Sus dos más representativas, son:

#### Bolsa de Comercio deBuenos Aires
La Bolsa de Comercio de Buenos Aires (BCBA), fundada el 10 de julio de 1854, es la mayor bolsa de valores y principal centro de negocios y finanzas de la República Argentina. En ella transaccionan acciones de importantes multinacionales extranjeras y nacionales, bonos, divisas y contratos de futuros. Se trata de una asociación civil sin fines de lucro, dirigida por representantes de los diferentes sectores del empresariado, regulada por la Ley N.º 17.811.

#### Bolsa de Comercio deRosario
La Bolsa de Comercio de Rosario es una asociación civil fundada en 1884 en la ciudad del mismo nombre, provincia de Santa Fe, República Argentina. Su objetivo es promover mercados de productos, de capitales y de otros activos. Se encuentra bajo la supervisión de la Comisión Nacional de Valores.
Forman parte de esta institución 5 mercados: Mercado Físico de Granos de Rosario; ROSGAN (Mercado Ganadero de Rosario S.A.); MATBA-ROFEX (Ex - Mercado a Término de Rosario S.A.); MAV (Mercado Argentino de Valores S.A.); ROSPORC (Mercado Digital Porcino).

### Bolsa de valores de Perú
La Bolsa de Valores de Lima S. A. A. (BVL) es una empresa privada peruana, cuyas acciones se encuentran listadas en el mercado de valores, y su acción pertenece al Índice S&P/BVL Peru General. El objetivo principal de la BVL es facilitar la negociación de los valores inscritos en bolsa, proveyendo los servicios, sistemas y mecanismos para la intermediación de manera justa, competitiva, ordenada, continua y transparente. Asimismo, busca ampliar la estructura del mercado financiero peruano, creando empresas estratégicas que originen y formen un grupo económico sólido, con la participación de nuevos inversionistas en el mercado peruano. Una de las empresas estratégicas es Datatec.

### Bolsa de Comercio de Santiago
La Bolsa de Comercio de Santiago (BCS), fundada el 27 de noviembre de 1893 es el principal centro de operaciones bursátiles de Chile y el tercero más grande de Latinoamérica tras el BOVESPA de São Paulo y la Bolsa Mexicana de Valores. Al año de su creación existían 329 sociedades anónimas, principalmente mineras. Sus transacciones son acciones, bonos, divisas extranjeras y ADRs. La Bolsa es miembro fundador de la Federación Iberoamericana de Bolsas de Valores (FIAB) en 1973. El 2000 inaugura una Bolsa Off-Shore y desde 2011 forma parte del Mercado Integrado Latinoamericano (MILA).

### Bolsa de Valores de Caracas
La Bolsa de Valores de Caracas (BVC) es una institución privada en cuyo seno tienen lugar operaciones de compra venta de acciones, bonos, obligaciones, títulos de participación, letras del tesoro y otros activos autorizados para su negociación en el mercado bursátil, conforme a la Ley de Mercado de Valores vigente en Venezuela. Esta Bolsa es una compañía anónima cuyas acciones se cotizan en el propio mercado bursátil y su máxima autoridad es una asamblea de accionistas de la cual forman parte las personas que han adquirido acciones de la empresa.

### Bolsa de Valores de Montevideo
La Bolsa de Valores de Montevideo S.A. es una sociedad comercial continuadora de la asociación civil “Bolsa de Valores de Montevideo” fundada el 4 de noviembre de 1921, a su vez sucesora de la "Sociedad Bolsa Montevideana", fundada en 1867. Es la administradora de uno de los mercados de valores que funcionan en Uruguay.

## Otras bolsas del mundo

### El mercado estadounidense

#### NYSE Euronext
NYSE Euronext es una corporación estadounidense-europea con fines de lucro, que opera múltiples valores bursátiles, principalmente en la Bolsa de Valores de Nueva York (New York Stock Exchange, NYSE), el europeo Euronext, y el NYSE Arca (anterior red de transacciones Archipelago Exchange que operaba especialmente en Chicago). NYSE Euronext nació en 2007 de la fusión de la NYSE con Euronext.
Euronext era una gran bolsa de valores europea, surgida de la fusión de las bolsas de París, Ámsterdam, Bruselas, Lisboa y Oporto y del London International Financial Futures and Options Exchange (LIFFE).
NYSE Euronext es actualmente, sin duda, la principal plaza financiera mundial. Sólo la Bolsa de Nueva York cuenta con un volumen anual de transacciones de 21 mil millones de dólares, incluyendo los 7,1 mil millones de compañías no estadounidenses.[cita requerida]
En noviembre de 2013, InterContinental Exchange (ICE) completó la adquisición de NYSE Euronext, creando la principal red mundial de mercados regulados y sistemas de compensación.

#### NASDAQ

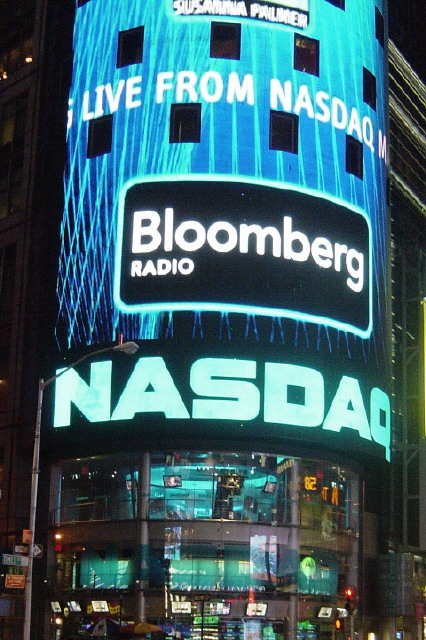
Sede de NASDAQ.

NASDAQ ('National Association of Securities Dealers Automated Quotation') es la bolsa de valores electrónica y automatizada más grande de los Estados Unidos, con más de 3.800 compañías y corporaciones. Tiene más volumen de intercambio por hora que cualquier otra bolsa de valores en el mundo.[cita requerida]
Tiene listadas más de 7000 acciones de pequeña y mediana capitalización. Se caracteriza por comprender las empresas de alta tecnología en electrónica, informática, telecomunicaciones, biotecnología, y muchas otras más. Sus índices más representativos son el Nasdaq 100 y el Nasdaq Composite. Su oficina principal está en Nueva York y su actual director ejecutivo es Robert Greifeld.
Fue fundada por la National Association of Securities Dealers (NASD) y se privatizó en una serie de ventas en el 2000 y el 2001. Pertenece y es operada por la compañía NASDAQ Stock Market, la cual fue listada en su propio sistema de intercambio accionario en el 2002 (NASDAQ: NDAQ).
La Nasdaq tiene su raíz en la petición del Congreso de los Estados Unidos a la comisión que regula la bolsa (Securities and Exchange Commission, SEC) de que realizara un estudio sobre la seguridad de los mercados. La elaboración de este informe detectó que los mercados no regulados eran poco transparentes. El SEC propuso su automatización y de ahí surgió el NASDAQ Stock Market, cuya primera sesión se llevó a cabo el 8 de febrero de 1971.
Entre 1997 y 2000, impulsó a 1.649 empresas públicas y en el proceso generó 316,5 miles de millones de dólares. Después de una profunda reestructuración en el 2000, Nasdaq se convirtió en una empresa con fines de lucro y totalmente regida por accionistas. Actualmente continúa incrementando su capacidad en el volumen de transacciones, siendo capaz de transaccionar 6 mil millones de acciones en un día. Hoy día, la sede de Nasdaq está alojada en un edificio del Times Square en Nueva York y se ha convertido en una atracción turística para los visitantes que acuden a la ciudad.

#### Otros

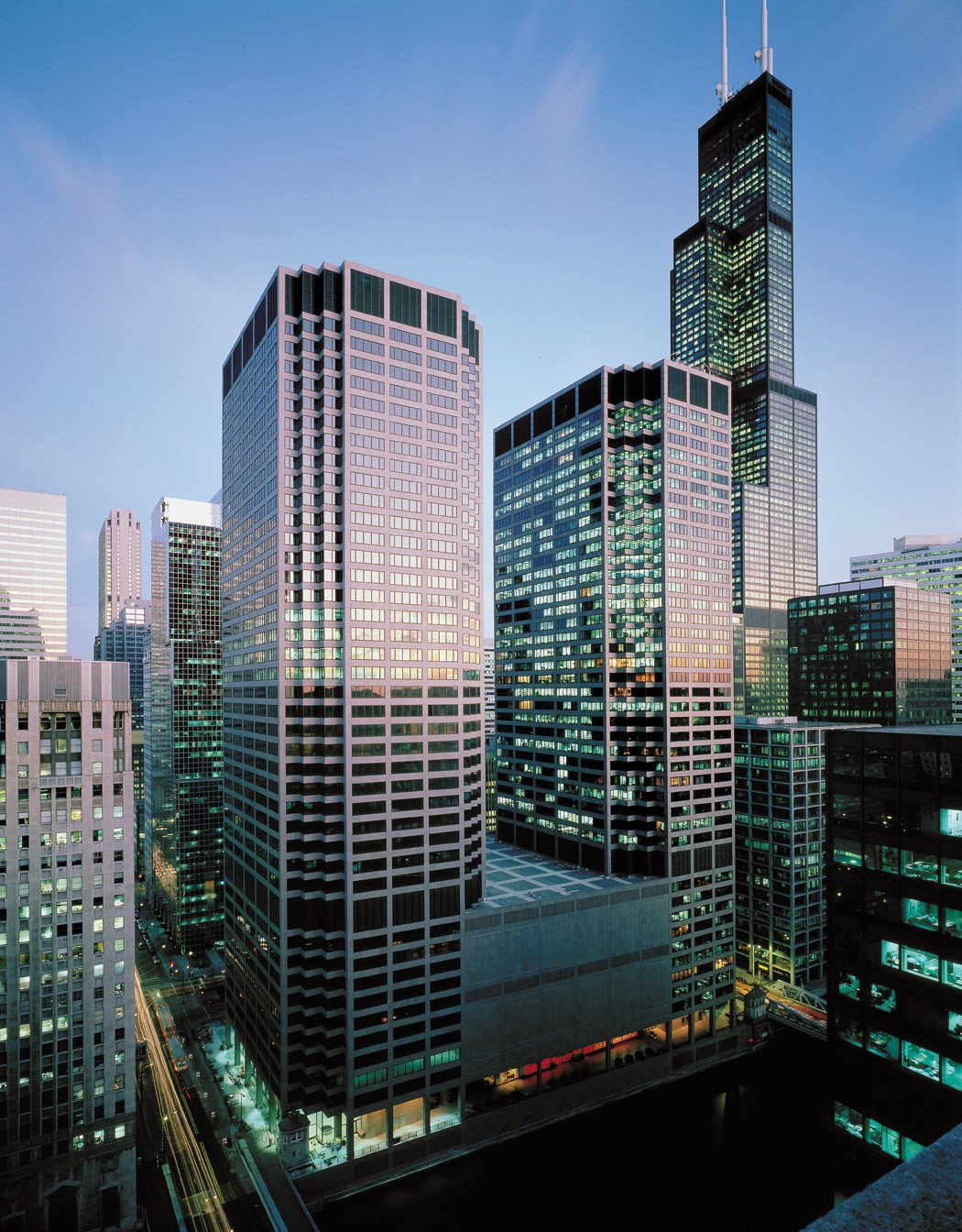
Edificio de la Chicago Mercantile Exchange Center

Mención aparte merecen algunos mercados transaccionales como la Chicago Mercantile Exchange, fundada en 1848. Esta bolsa es líder en negociación de contratos a futuro en el comercio de bienes básicos agrícolas y también ha incursionado en la negociación de futuros sobre bienes básicos agrícolas, ahora es posible observar el deterioro de la bolsa, porque no hay ni oferta ni demanda de perecederos y bienes básicos no agrícolas. 
En 1975, la Bolsa de Comercio de Chicago introdujo el primer contrato a futuro sobre un activo financiero y a partir de entonces ha sido pionera en la negociación de futuros sobre títulos y notas del Tesoro Americano, índices accionarios y otros. En 1982 se comenzaron a realizar opciones sobre contratos futuros.
Otro de los más importantes mercados de este tipo, también estadounidense, es el Nueva York Mercantile Exchange. Fundado en 1872 para negociar queso, manteca, y huevos, cambió su énfasis para cubrir contratos de futuros en platino, paladio, y energía (petróleo crudo, gasolina, etc.), así como también opciones en algunos de sus contratos. Sus dos divisiones principales son un mercado de cambio de monedas y un mercado de materias primas.

## Bolsas de valores principales
Los siguientes son las 20 bolsas de valores principales por capitalización de mercado (en millardos de dólares estadounidenses) según la World Federation of Exchanges en 2014.
| P. | Economía                          | Bolsa                                          | Capitalización (miles de millones de $) | Volumen de intercambios (miles de millones de $) |
| -- | --------------------------------- | ---------------------------------------------- | --------------------------------------- | ------------------------------------------------ |
| 1  | Estados Unidos de América, Europa | NYSE Euronext (EE. UU. y Europa)               | 16918                                   | 15019                                            |
| 2  | Estados Unidos de América, Europa | NASDAQ- OMX (EE. UU. y el norte de Europa)     | 5578                                    | 10371                                            |
| 3  | Japón                             | Bolsa de Tokio (Japan Exchange Group)          | 3681                                    | 3606                                             |
| 4  | Reino Unido                       | Bolsa de Londres                               | 3397                                    | 2194                                             |
| 5  | Hong Kong                         | Bolsa de Hong Kong                             | 2832                                    | 1106                                             |
| 6  | China                             | Bolsa de Shanghái                              | 2547                                    | 2599                                             |
| 7  | Canadá                            | Bolsa de Toronto                               | 2059                                    | 1357                                             |
| 8  | Alemania                          | Bolsa de Fráncfort (Deutsche Börse)            | 1486                                    | 1276                                             |
| 9  | Australia                         | Australian Securities Exchange                 | 1387                                    | 936                                              |
| 10 | India                             | Bolsa de Valores de Bombay                     | 1263                                    | 110                                              |
| 11 | India                             | Bolsa Nacional de Valores de India             | 1234                                    | 526                                              |
| 12 | Suiza                             | SIX Swiss Exchange                             | 1233                                    | 585                                              |
| 13 | Brasil                            | Bolsa de Valores de São Paulo (BM & F Bovespa) | 1227                                    | 875                                              |
| 14 | Corea del Sur                     | Bolsa de Corea                                 | 1179                                    | 1518                                             |
| 15 | China                             | Bolsa de Shenzhen                              | 1150                                    | 2369                                             |
| 16 | España                            | Bolsa de Madrid                                | 995                                     | 852                                              |
| 17 | Sudáfrica                         | Bolsa de Johannesburgo                         | 908                                     | 336                                              |
| 18 | Rusia                             | Moscú Interbancy Currency Exchange             | 825                                     | 337                                              |
| 19 | Singapur                          | Bolsa de Singapur                              | 765                                     | 256                                              |
| 20 | Taiwán                            | Bolsa de Taiwán                                | 735                                     | 679                                              |